# Adams-Farwell

Adams-Farwell (Адамс-Фаруелл) — з 1904 року американський виробник автомобілів. Штаб-квартира розташована в місті Дюбюк, штат Айова. У 1912 році компанія припинила виробництво автомобілів.

## Компанія The Adams Company
У 1883 році два брати — Юджин і Герберт Адамси заснували фірму The Adams Co., яка займалася виробництвом пам'ятних плит і лавок для парків, поступово їх бізнес розширювався, і вони стали займатися фрезеруванням та литтям, в 1890 році на місце керуючого прийшов інженер Фей Олівер Фаруелл. Через 5 років він захоплюється двигунами внутрішнього згорання і конструює 3-циліндровий 4-тактний ротативний двигун, ідею якого він підглянув у млинів. Циліндри крутяться на підшипниках навколо жорстко зафіксованого колінчастого валу, який до того ж стоїть вертикально.
У 1898 році він будує свій перший прототип, у якому він встановлює двигун спереду, на другий прототип 1899 року він встановлює легкий і невеликий двигун над задньою віссю, через два роки був готовий третій прототип, тільки вже не з велосипедними колесами, а так званого артилерійського типу. Через 2 роки він модернізує цей автомобіль, встановивши на нього лобове скло, двері і тент, і продає авто місцевому багатію, до речі, фірма перебувала в штаті Айова, місті Дюбюк.

## Початок виробництва автомобілів
В 1904 році Фаруелл вирішує запустити автомобіль у серію і продавати їх як Adams-Farwell. У лютому машина була представлена на виставці в Чикаго, і Фаруелл вивчав попит, в результаті первістком стала Model Five, яка оснащувалася все тим же 3-циліндровим двигуном, потужністю 25 к.с., мотор був досить потужним для свого часу, і серед особливостей була відсутність карбюратора, паливо попадало в камери згоряння завдяки своєчасному відкриванню спеціальних отворів в них, недоліком мотора ж було надмірне споживання мастильних матеріалів, також у мотора були геть відсутні глушники, оскільки мотор був досить тихим.
Іншою особливістю автомобіля було те, що водій міг переставляти кермо, якщо була гарна погода, то він сидів просто неба й кермував спереду, причому, сам міг вибирати, куди кермо вставляти — з лівого боку або з правого, в такому випадку машина була багатомісною, якщо ж починалася негода, то водій міг сидіти всередині кузова з пасажиром, і спокійно собі рулити далі.
У тому ж році машина бере участь у пробігу з Чикаго в Сен-Пол (Массачусетс), показавши рекордний час для автомобілів з повітряним охолодженням, наприкінці року з'являється нова модель — Series 6 20/25HP. Серед її родзинок був трансформований кузов, в штатному варіанті це був 7-місний відкритий автомобіль Convertible Brougham, проте сидіння можна було виймати і залишити тільки одне водійське, а решту місця надати вантажу.

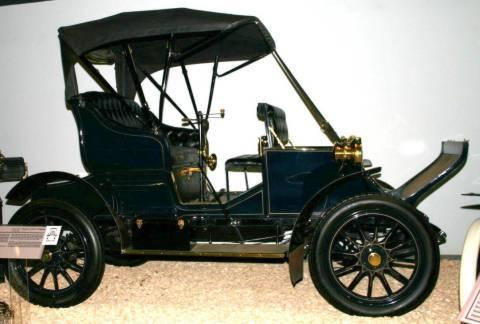
Adams-Farwell Series 6 40/55HP Touring

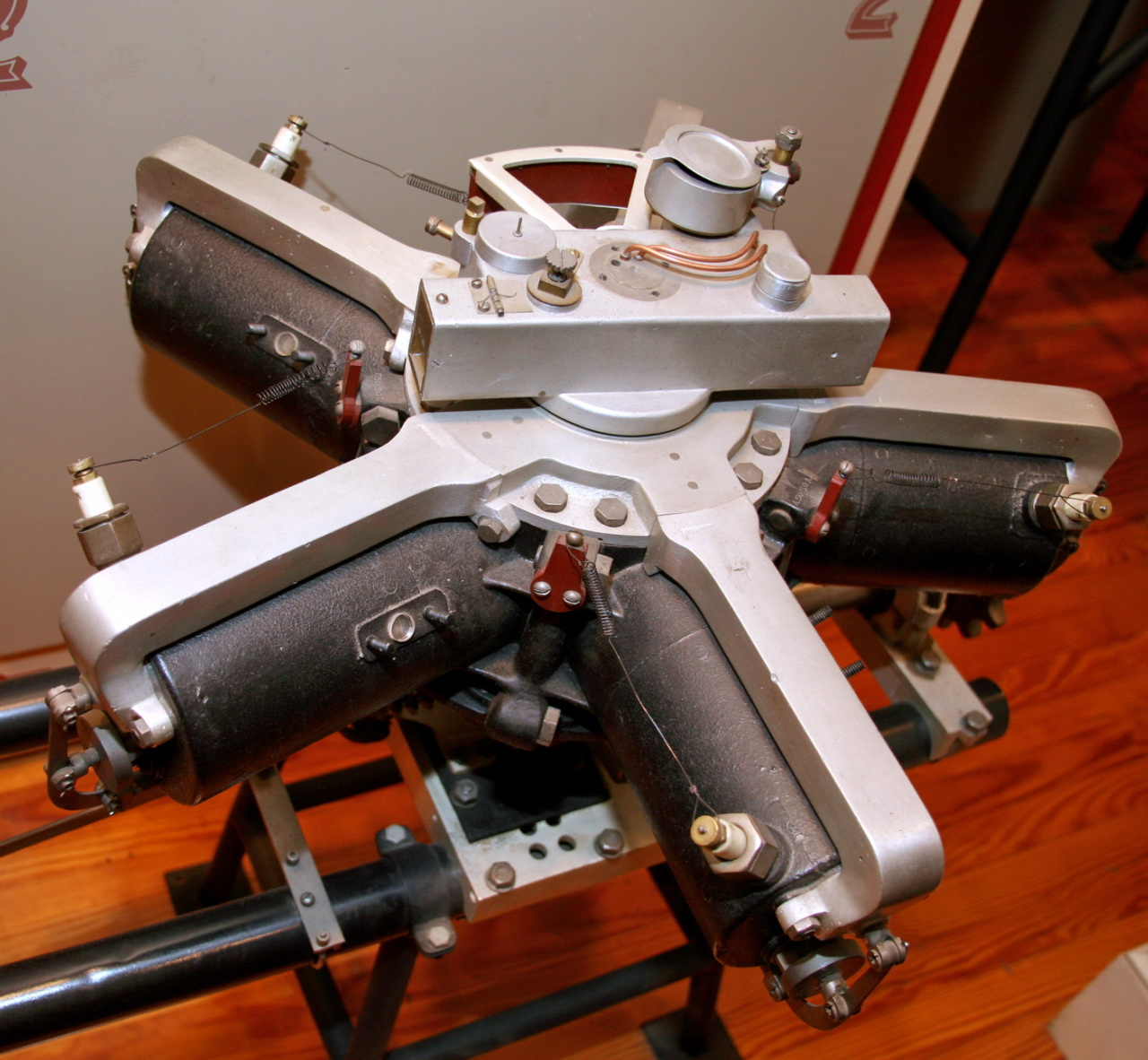
5-циліндровий мотор Adams-Farwell Series 6 40/55HP Touring

У 1906 році машина терпить незначну модернізацію, база збільшується на 17 см, машина називається або Series 6 20/25HP Model A Touring, або Series 6 20/25HP Model B Landaulet залежно від кузова, крім іншого, з'являється 5-циліндровий двигун приблизно 8 л об'єму, потужністю 45 к.с., машина мала такі ж кузови, плюс був ще довгобазий варіант, який називався Series 6 40/45НР Extension Brougham.
Через рік у виробництві залишили тільки одну модель з новим кузовом і шасі, які були на 50 см довші базової моделі 1906 року, вона отримала індекс Model 7-A 40/45НР Touring, машина була 7-місною. Тоді ж фірма будує спортивний автомобіль з несучим кузовом, оскільки він має дуже коротку базу коліс, цей родстер міг розвивати швидкість в 120 км/год, що було дуже і дуже багато для того часу, ця модель називалася Model 8A Gentleman's Speed Roadster.
У 1907 році спортивну модель знімають з виробництва, а «Модель 7» отримує ще більші шасі з базою в 3.05 м.
У 1908 році на шасі цієї моделі будується нова серія — Model 9, потужність була збільшена до 50 к.с., коробка передач стала 4-ступінчастою, більше того, коробка мала 2 зчеплення: одне для 1 і 2 передачі, друге задіювало 3 і 4. Однак разом з цими нововведеннями машини втратили свою родзинку з можливістю перекидання керма за своїм бажанням.
Ці машини, які коштували в п'ять разів дорожче масового Ford T, кузови, які поставляла фірма Connolly Carriage and Buggy Company, мали 22-шарове покриття, причому, кожен шар лаку перед цим полірували вручну, шкірою обшиті були не тільки салон, але і крила автомобіля.
У 1910 році мотори фірми були використані на перших вертольотах, конструкції Еміля Берлінера (до речі, винахідника грамофона).

## Припинення виробництва автомобілів. Закриття компанії
Машини цієї цікавої конструкції випускалися до 1912 року, коли брати Адамси вирішили припинити виробництво цих дорогих автомобілів, яких за 7 років було випущено всього 52 екземпляри, фірма переключилася на виробництво зубчастих передач.
Що не дивно, але в 1940-ві Генрі Форд зацікавився автомобілями цієї фірми і запропонував 500 доларів кожному, хто знайде цей рідкісний автомобіль, сищики отримали свою винагороду в 1945 році, коли знайшли єдиний до наших днів автомобіль цієї марки.

## Список автомобілів Adams-Farwell
- 1904 — Adams-Farwell Series 5
- 1905 — Adams-Farwell Series 6
- 1907 — Adams-Farwell Series 7A
  - Adams-Farwell Series 8A
- 1908 — Adams-Farwell Series 9